# Egidijus Bauba
Egidijus Bauba (* 25. März 1977 in Kaunas, Litauische SSR) ist ein ehemaliger litauischer Eishockeyspieler und heutiger Trainer, der mit 98 Punkten der erfolgreichste Scorer der litauischen Eishockeynationalmannschaft ist. Sein älterer Bruder Dainius war ebenfalls litauischer Nationalspieler.

## Karriere
Egidijus Bauba begann seine Karriere als Eishockeyspieler in Elektrėnai beim dortigen SC Energija, für den er bereits als 18-Jähriger in der East European Hockey League spielte. 1996 wechselte er nach Tschechien und spielte dort zunächst für den HC Slezan Opava, der ihn nicht nur in der tschechischen U20-Liga, sondern auch in der Extraliga, der höchsten Seniorenspielklasse des Landes, einsetzte. Von 1997 bis 1999 spielte er für verschiedene unterklassige Vereine in der 1. Liga und der 2. Liga Tschechiens. Dabei wurde er 1998 mit dem HC Šumperk Meister der drittklassigen 2. Liga, scheiterte aber in den Aufstiegsspielen zur 1. Liga.
Anschließend spielte er bis 2006 wieder für seinen Stammverein aus Elektrėnai, für den er in der litauischen und der lettischen Liga, in der er 2004 Torschützenkönig wurde, sowie der East European Hockey League auf dem Eis stand. Mit dem SC Energija gewann er 2001 die litauische Meisterschaft. In der Spielzeit 1999/2000 spielte er daneben auch bei Tiwali Minsk in der Belarussischen Extraliga und wurde mit dem Klub belarussischer Meister. Den sieben Jahren in Elektrėnai folgten vier Jahre beim lettischen DHK Latgale in der lettischen Liga, in der er 2008 für das All-Star-Game nominiert wurde und 2010 sowohl Topscorer als auch Torschützenkönig war.
2010 zog es ihn nach England, wo er zunächst für die Swindon Wildcats in der English Premier Ice Hockey League und dann bei den Bristol Pitbulls in der National Ice Hockey League aktiv war. Von 2014 bis 2016 ließ er seine Karriere beim norwegischen Zweitligisten Bergen IK ausklingen, bei dem er 2016/17 als Assistenztrainer fungierte.

### International
Für Litauen nahm Bauba im Juniorenbereich an der U18-C-Europameisterschaft 1994 und der U18-C2-Europameisterschaft 1995, als er Topscorer des Turniers wurde, sowie an der U20-C2-Weltmeisterschaft 1995 und den U20-D-Weltmeisterschaften 1996 und 1997, als er jeweils zum besten Stürmer des Turniers gewählt wurde, teil.
Im Seniorenbereich stand er zunächst bei der C2-Weltmeisterschaft 1995, der D-Weltmeisterschaft 1996 und den C-Weltmeisterschaften 1997, 1998, 1999 und 2000 im litauischen Kader. Nach der Umstellung auf das heutige Divisionensystem spielte er für seine Farben bei den Weltmeisterschaften der Division I 2001, 2003, 2005, 2006, 2007, 2008, 2009, 2010, 2011 und 2015. 2002, als er Topscorer und Torschützenkönig des Turniers war, und 2004 spielte er mit seiner Mannschaft in der Division II, wobei jeweils der sofortige Wiederaufstieg in die Division I gelang.
Zudem trat er für Litauen beim Qualifikationsturnier zu den Olympischen Winterspielen 2006 in Turin an. Mit 98 Scorerpunkten ist er der beste Scorer in der Geschichte der litauischen Nationalmannschaft.

## Erfolge und Auszeichnungen
- 1998 Meister der tschechischen 2. Liga mit dem HC Šumperk
- 2000 Belarussischer Meister mit Tiwali Minsk
- 2001 Litauischer Meister mit Energija Elektrėnai
- 2004 Torschützenkönig der lettischen Eishockeyliga
- 2008 All-Star-Game der lettischen Eishockeyliga
- 2010 Topscorer und Torschützenkönig der lettischen Eishockeyliga

### International
- 1995 Aufstieg in die C-Gruppe bei der U18-C2-Europameisterschaft
- 1995 Topscorer bei der U18-C2-Europameisterschaft
- 1996 Bester Stürmer bei der U20-D-Weltmeisterschaft
- 1996 Aufstieg in die C-Gruppe bei der D-Weltmeisterschaft
- 1997 Bester Stürmer bei der U20-D-Weltmeisterschaft
- 2000 Aufstieg in die Division I bei der C-Weltmeisterschaft
- 2002 Aufstieg in die Division I bei der Weltmeisterschaft der Division II, Gruppe B
- 2002 Topscorer und Torschützenkönig bei der Weltmeisterschaft der Division II, Gruppe B
- 2004 Aufstieg in die Division I bei der Weltmeisterschaft der Division II, Gruppe B